# Reshma Shetty
Pour les articles homonymes, voir Shetty.
Reshma Shetty (née le 2 novembre 1977) est une actrice anglaise.

## Biographie
Reshma Shetty est née à Manchester, ses parents sont indiens, ils viennent de Bangalore. Jeune, sa famille s'installe à Richmond (Virginie) aux États-Unis. Elle étudie à l'Université du Kentucky, elle obtient un master en musique.
En 2006, elle débute à Broadway dans une comédie musicale Bombay Dreams.
En 2011, elle se marie avec Deep Katdare. Le 6 octobre 2015, elle a donné naissance à leur fille Ariya Eliana.

## Filmographie

### Télévision
- 2007 : 30 Rock : Party Attendant
- 2009–2016 : Royal Pains : Divya Katdare
- 2011 : Fashion in Television : Elle-même
- 2011 : The Wendy Williams Show : Elle-même
- 2012 : Les Experts : Miami : Jane Caldicott
- 2017-2018 : Blindspot : Megan
- 2017 : Pure Genius : Dr Talaikha Channarayapatra
- 2018-2019 : She-Ra et les princesses au pouvoir : Reine Angella (voix)

### Cinéma
- 2007 : Steam : Niala
- 2010 : Hated : Arianna
- 2011 : Delivering the Goods : Sarah
- 2012 : Allegiance : Leela
- 2015 : Odd Mom Out : Rima